# Антоан Петров
Антоан Георгиев Петров е български театрален и кино актьор.

## Биография
Роден на 15 декември 1995 г. През 2018 г. завършва НАТФИЗ „Кръстьо Сарафов“ със специалност актьорско майсторство за драматичен театър в класа на професор Здравко Митков.
През 2018 г. печели награда „Икар“ в категория Дебют за ролята на Градоначалника в представлението „Ревизорът“.
От 2017г. до 2019г. участва в уеб сериалите Следвай ме и Килерът. Участва и епизодично в сериалите "Полицаите от края на града" и "Пътят на честта".
През 2020 г. става част от шоуто Като две капки вода по Нова телевизия. Същата година взима участие и в американския филм "The Devil's Light".
През 2021 г. започва да работи като актьор във „Вечерното шоу на Слави Трифонов“.
През 2022г. взима участие в представлението "Българската литература накратко", а през 2023г. става част и от още 3 представления - "Докато ти спеше", "Спанакс картофи" и "Тя, той и още двама трима". Участва също и в постановките: "Познай кой ще дойде на вечеря", "Молба за напускане", "Тиха луда нощ".

Личен живот
Антоан Петров има син Даниел от съпругата си Яна Петрова, с която сключват брак през 2025г.

## Награди и отличия
- „Икар“ в категория Дебют за „Ревизорът“, 2018 г.

## Кариера на озвучаващ актьор
Освен с озвучаването на различни реклами, през 2021г. става част от Storytel, където озвучава аудиокниги.

## Театрални роли
| Пиеса                           | Роля                                                                              | Автор                               |
| ------------------------------- | --------------------------------------------------------------------------------- | ----------------------------------- |
| Шумът на върбите                | невестулката Норман                                                               | Кенет Греъм                         |
| Кум Лисан                       | цар Славен                                                                        | Йохан Волфганг фон Гьоте            |
| Укротяване на опърничавата      | Баптиста                                                                          | Уилям Шекспир                       |
| Ревизорът                       | Антон Антонович; Амос Фьодорович; Осип                                            | Николай Гогол                       |
| Антихрист – суперзвезда         | Нерон; Палас; наемен убиец                                                        | Миклош Хубай                        |
| Ще те убия                      | Ру                                                                                | Ксавие Дюранже                      |
| Танго в космоса                 | Разказвач; майката на Джиянг Ли; Братът; бащата на Джиянг Ли; Мао; Майката на Мао | Здрава Каменова и Гергана Димитрова |
| Българската литература накратко | учител - Тошев                                                                    | Иво Сиромахов                       |
| Докато ти спеше                 | шофьор, клошар, Роберт, Алекс, дявол, съсед; футболист                            |                                     |
| Спанак с картофи                | Сапуна                                                                            | Золтан Егреши                       |
| Тя, той и още двама трима       | Лудвиг                                                                            | Жолт Пожгай                         |
| Познай кой ще дойде на вечеря   | Джеф/Чарли                                                                        | Адриен Ракка                        |
| Молба за напускане              | Ной, Вертоломей, г-н Луцифер, г-н Аполон и др.                                    | Алексей Класс                       |
| Тиха Луда нощ                   | Джак Пот                                                                          | Рей Куни                            |

## Филмография
| Продукция                  | Роля          | Година      |
| -------------------------- | ------------- | ----------- |
| „Следвай ме“ сезон 1 – 6   | Йоан          | 2017 – 2019 |
| „Килерът“ сезон 1 – 3      | Мартин; Тино  | 2018 – 2019 |
| Полицаите от края на града | Сляп свидетел | 2018        |
| "The Devil's Light         | Студент       | 2020        |
| Пътят на честта            | полицай       | 2021        |